# Hortobágyi Nemzeti Park

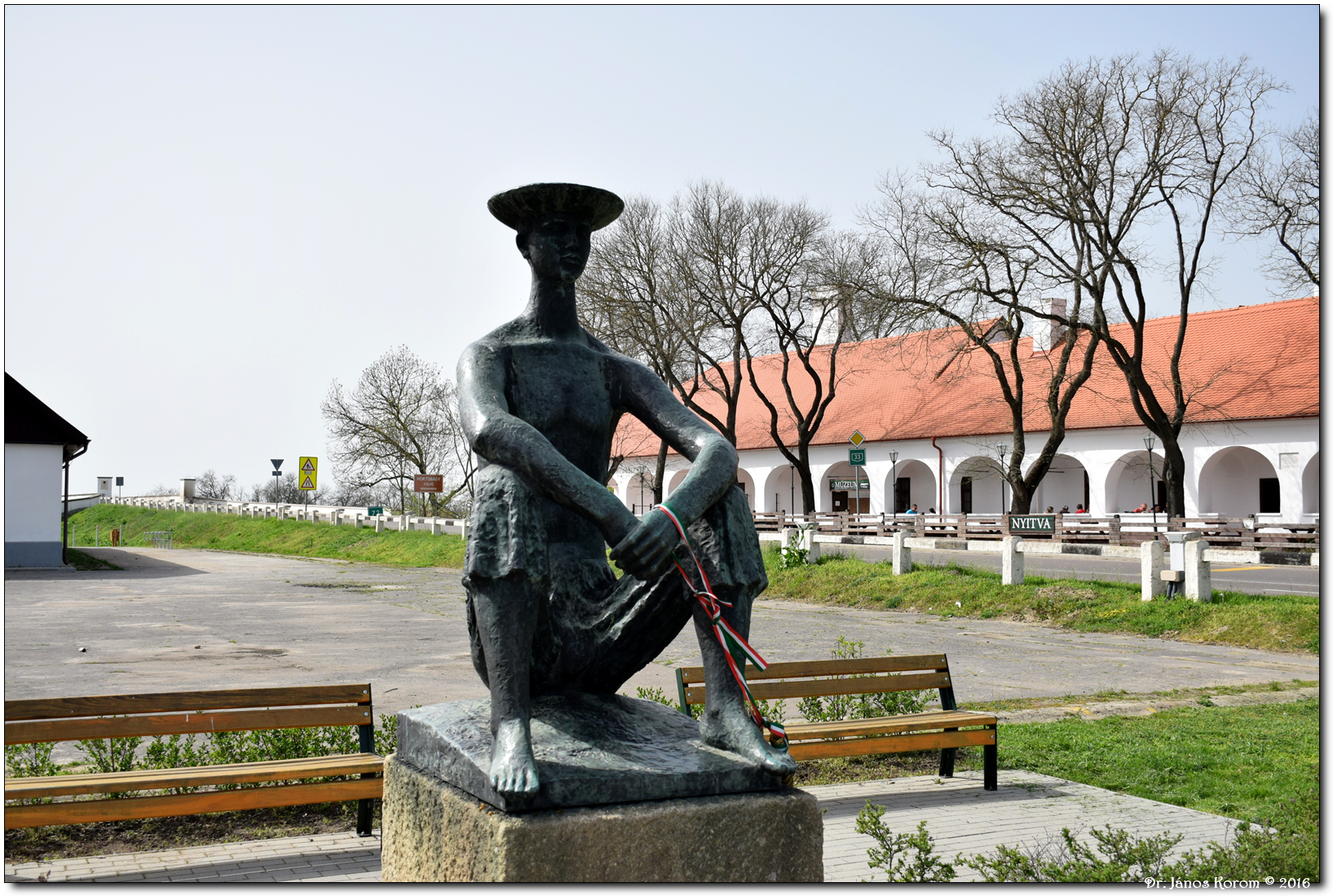
A pásztorfiú Somogyi Árpád szobrászművész alkotása

A Hortobágyi Nemzeti Park hazánk első nemzeti parkja, melyet 1973. január 1-jén hozott létre az Országos Természetvédelmi Hivatal. Területe 82 000 hektár. 1999. november 30-án Marrákesben, az UNESCO Világörökség Bizottságának ülésén felvették a Hortobágyi Nemzeti Park egész területét a Világ Kulturális és Természeti Örökségének listájára. A Hortobágyi Nemzeti Park Igazgatósága Debrecenben található. Továbbá még a Nemzeti Park üzemelteti az ország egyetlen utasokat szállító halastavi kisvasútját, mely Magyarország legnagyobb mesterséges halastavánál (a Kondás tónál) végződik.

## Elhelyezkedése

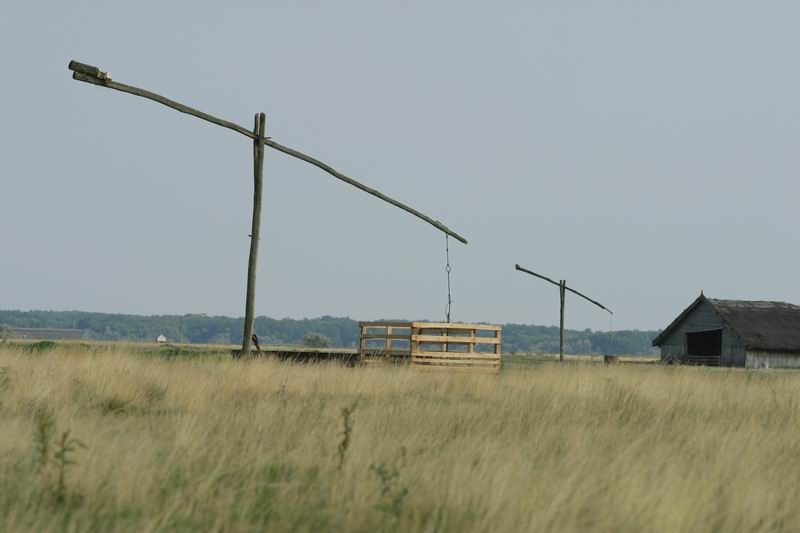
Gémeskutak a pusztán

Működési területe Hajdú-Bihar, Jász-Nagykun-Szolnok és Szabolcs-Szatmár-Bereg vármegyéket, valamint Heves vármegye Tisza-tavi kis szeletét foglalja magába (Tisza-tavi madárrezervátum).
A Hortobágyi Nemzeti Park Igazgatóság természetvédelmi kezelésében található a Közép-Európa legnagyobb füves pusztáján, a Hortobágyon lévő nemzeti park, 4 tájvédelmi körzet és 19 önálló természetvédelmi terület. A nemzeti park egész területe bioszféra-rezervátum, a Rámszari egyezmény alapján vízi élőhelyei 
- a Hortobágyi-Halastó
- Zám-puszta
- Pentezug-puszta (Vadló rezervátum)
- Angyalháza-puszta
- az Egyek-Pusztakócsi mocsarak
- a Tisza-tó északi része (Tisza-tavi madárrezervátum)
- a Tisza-tó középső része (Poroszlói-medence)
- Kunkápolna

nemzetközileg is védettek. Itt a vízi madarak vadászata egész évben tilos.
A Hortobágy olyan táj, amelyet sajátos története, értékes élővilága, egyedülálló néphagyománya jellegzetesen magyar vonásokkal ruház fel. Az egykori ligetes sztyepp néhány száz évvel ezelőtt még az Alföldön kacskaringózó Tisza hatása alatt állt. A táj kialakulásában az embernek meghatározó szerepe volt. Mai képét a 19. század vízrendezéseivel (folyók szabályozása, mocsarak lecsapolása), a legeltető állattartással, az erdők kivágásával, felégetésével alakították ki, aminek hatása a keleti sztyeppék hangulatát idézi. A valaha virágzó – a török hódoltság korában elpusztult – települések emlékét pusztarészek nevei őrzik.
A Hortobágy felszínét a Tisza és mellékfolyóinak áradásai formálták szinte tökéletes síksággá. Magasról szemlélve a táj mint óriási szőnyeg terül el, közepén ezüstös szalagként kanyarog a Hortobágy folyó. A nemzeti park területe sík, csak néhol emelkednek ki alacsony halmok. Ezeket az úgynevezett kunhalmokat (tudományos néven kurgánokat) emberi kéz alkotta, amelyeket a keleti sztyeppékről a középső rézkorban beözönlő nomádok építettek őrdomboknak vagy temetkezési helyeknek (halomsírok).
A Hortobágy mocsarai nem a Tisza, hanem a Sajó vagy a Hernád medrének változásaiból származnak. Az üledék túlnyomó része a Bükkből és északabbról származik, nem a Tisza hozta. A területen a Tisza megjelenése nem okozott érdemi változást, a Hortobágy tehát szorosan rokonítható a Tisza megjelenésével nem érintett borsodi Mezőséggel. A Tisza korábban hitt laterális eróziója nem játszódott le, a mederváltás gyors folyamat volt, a folyó a tájon nem oldalazott végig, nem töltötte fel érdemben azt, és nem a holocén elején, hanem kb. 20 ezer éve, vagy régebben foglalta el mai lefutását. A mérések szerint Polgárnál legalább 16 ezer éve a jelenlegi medre környékén tartózkodik.

### Megközelítése
Központi települése, Hortobágy és központi területei (hortobágyi puszta, halastavak, madárpark stb.) az ország távolabbi részei felől a 33-as főúton vagy a Debrecen–Füzesabony-vasútvonalon közelíthetők meg. A forgalmasabb utak egyébként elkerülik a nemzeti park területét, kisebb forgalmú kiépített utak is alig érintik, inkább csak a peremvidékén haladnak el, mint például a 4-es, 34-es, 35-ös főutak, vagy a Püspökladány–Nádudvar–Nagyhegyes közti 3405-ös út. A nemzeti parki területeket lényegében csak a már említett vasút és a 33-as főút, illetve a Debrecent Balmazújvároson át Tiszacsegével összekötő 3316-os út szeli át, mindhárom kelet-nyugati irányban.

## Élőhelyek

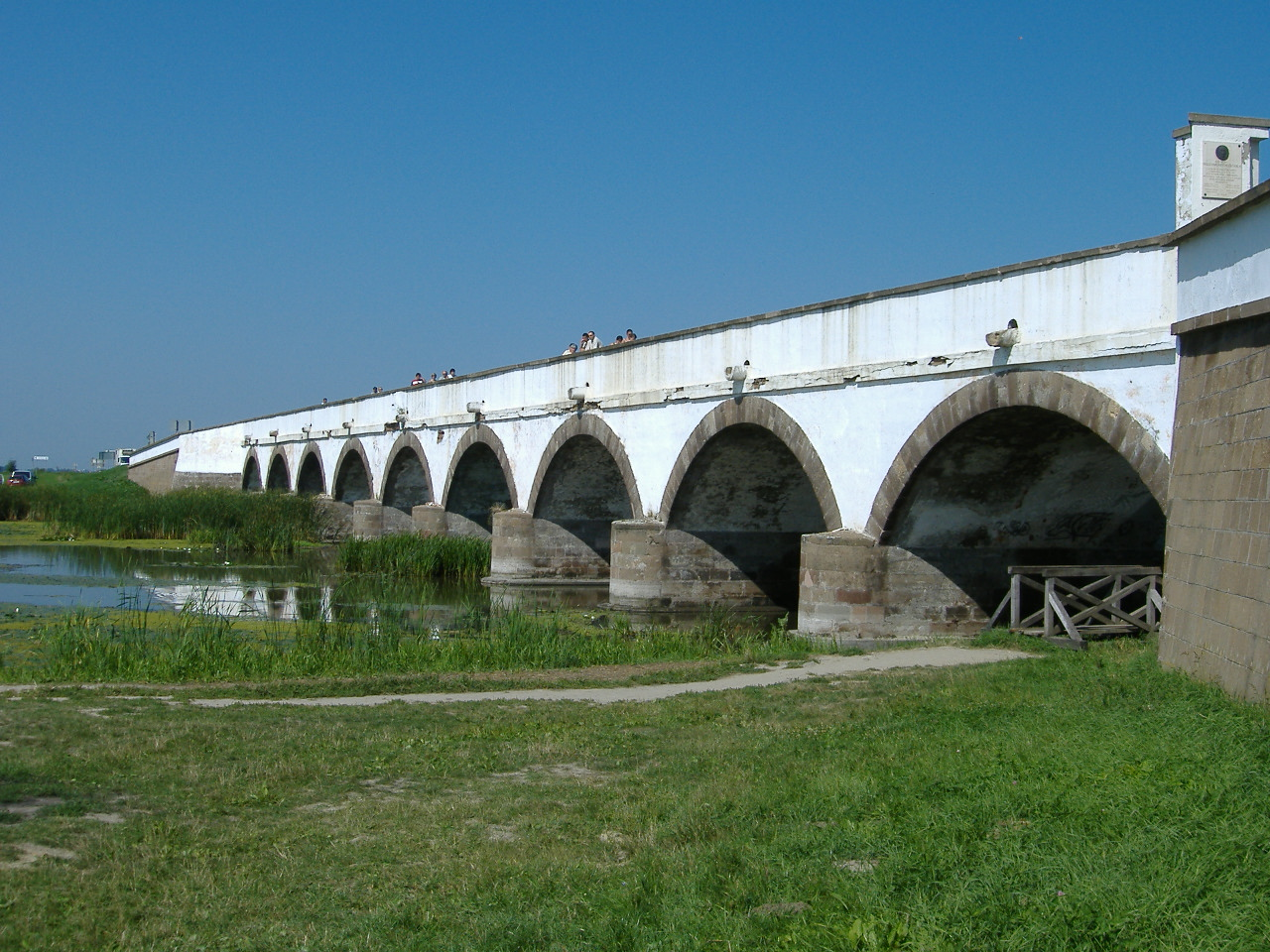
A nemzeti park jelképe a hortobágyi kilenclyukú híd

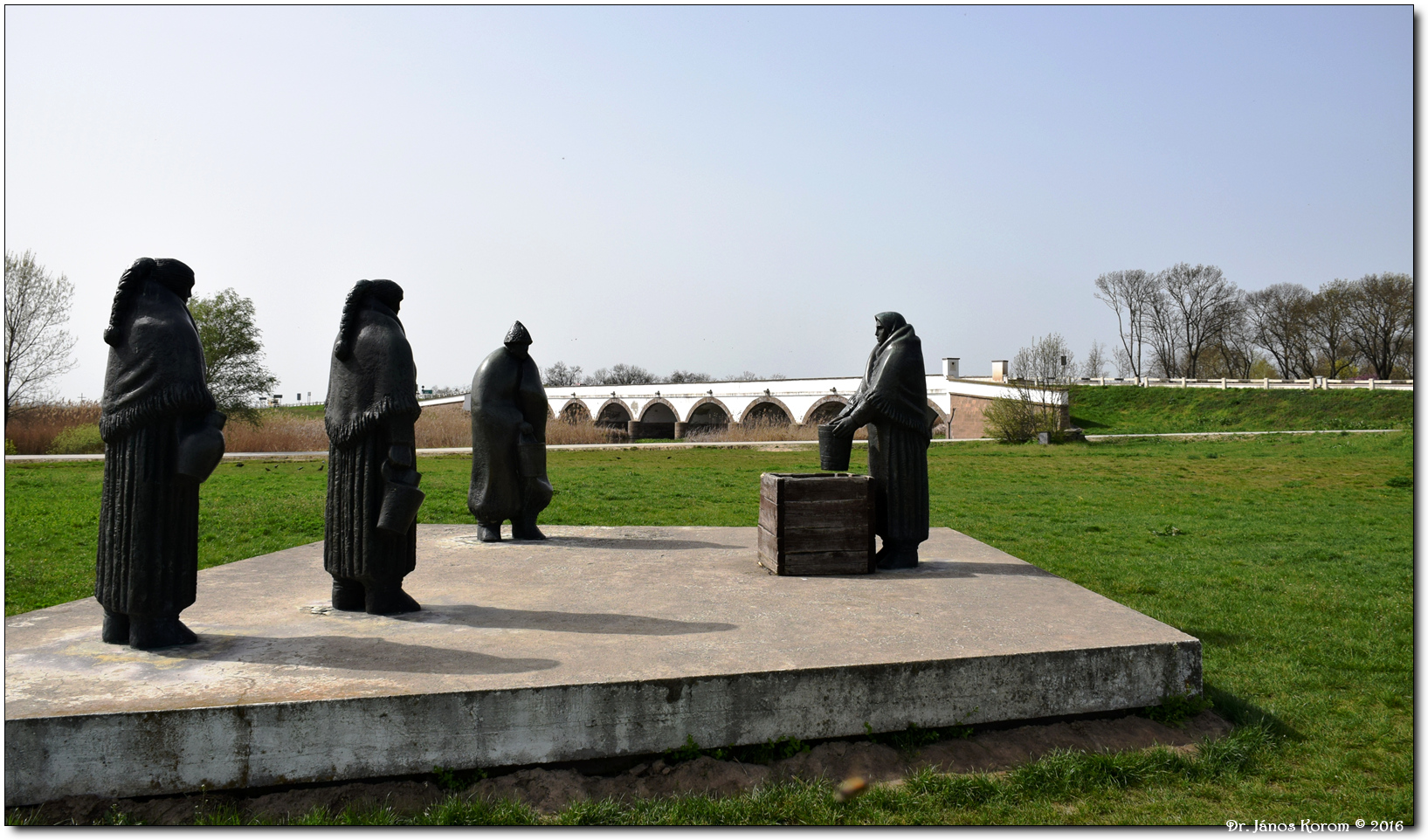
Somogyi Árpád: Vízhordók szobra (1983)

A nemzeti park területének nagy része szikesekkel teli, rövid fűvel borított legelő, és csupán kis része a kisebb foltokban beékelődött szántóföld. A vidék többi részét a halastavak, mocsarak, holtágak, nádasok jelentik. E mellett néhány település, utak és csekély mértékben erdők (maradvány-, telepített-, ártéri erdők) találhatók a területén.
Négy élőhelytípus található itt: szikes puszták, löszpuszták, mocsarak, árterek.
Talaja a nagy lecsapolások, folyószabályozások nyomán szikesedésnek indult. A talajból elpárolgó vízből az ásványi sók kiválnak és a talaj felső rétegében halmozódnak fel. Emiatt jelentősen csökken a talaj termékenysége. A szikes talaj legfelső laza rétege lepusztul, például eső hatására, így néhány cm-es szintkülönbségek alakulnak ki, a padkás laposok. Ezek a kis szintkülönbségek is nagy jelentőségűek a növényzet szempontjából.
A kunhalmokon a löszpuszták állományai maradtak fenn. Elsősorban a tiszacsegei hullámtéren maradtak olyan élőhelyek, amelyek a Tisza szabályozása előtti képet idézik.

## Növényvilága
Annak ellenére, hogy a Hortobágy nem klimatikus sztyepp, sajátos vízháztartása miatt nagy részét mégis gyeptársulások borítják.
A hortobágyi növényvilágot a tündérrózsa, a boglárka, a nagyezerjófű, a vízi rucaöröm és a békatutaj színesíti. A száraz pusztát a sziki őszirózsa és a sóvirág díszíti.

### Löszpusztagyepek
A zömmel kőzetliszttel borított, lapos hátakon és a kunhalmokon (Szálka-halom, Csípő-halom stb.) löszpusztagyepek maradványait találjuk.
Ebben a fajgazdag társulásban tömegesen fordul elő:
- pusztai csenkesz (Festuca rupicola),
- deres tarackbúza (Elymus hispidus),
- kunkorgó árvalányhaj (Stipa capillata) (helyenként).

Gyakoriak a különböző zsályafajok:
- ligeti zsálya (Salvia nemorosa),
- osztrák zsálya (Salvia austriaca),
- mezei zsálya (Salvia pratensis).

További, társulásalkotó fajok:
- taréjos tarackbúza (Agropyron pectinatum),
- közönséges borkóró (Thalictrum minus).

Ritka és értékes növényei:
- macskahere,
- magyar szegfű (Dianthus pontederae).

A fajszegényebb löszlegelők uralkodó fajai:
- csillagpázsit (Cynodon dactylon),
- karcsú perje (Poa angustifolia),
- sovány csenkesz (Festuca pseudovina).

### Szikes puszták
Az elszikesedő talajon só- és szárazságtűrő növények élnek, jellemzően szolonyec talajon. Ilyen szikes rétek jellegzetes növényei a sziki őszirózsa (Aster tripolium ssp. pannonicum), a sziki kocsord (Peucedanum officinale). A szikes puszták fennmaradásának egyik biztosítéka a legelő állatok rendszeres rágása, tiprása.
- A talaj humusztartalmának csökkenésével a löszpusztagyepet felváltja a füves szikes puszta.

Főbb társulásalkotó növénye
- pusztai cickafark (Achillea setacea),
- veresnadrág csenkesz (Festuca pseudovina).

További fajok:
- villás boglárka (Ranunculus pedatus).

- A gyengébb minőségű szikes talajokon ürmös szikes puszta alakul ki. Fontosabb növényei:
  - veresnadrág csenkesz (Festuca pseudovina) (társulásalkotó),
  - sziki üröm (Artemisa marítima) (társulásalkotó),
  - magyar sóvirág (sziki sóvirág, Limonium gmelini ssp. hungaricum).
  - sziki csenkesz (Festuca pseudovina),

### Kopár szikesek

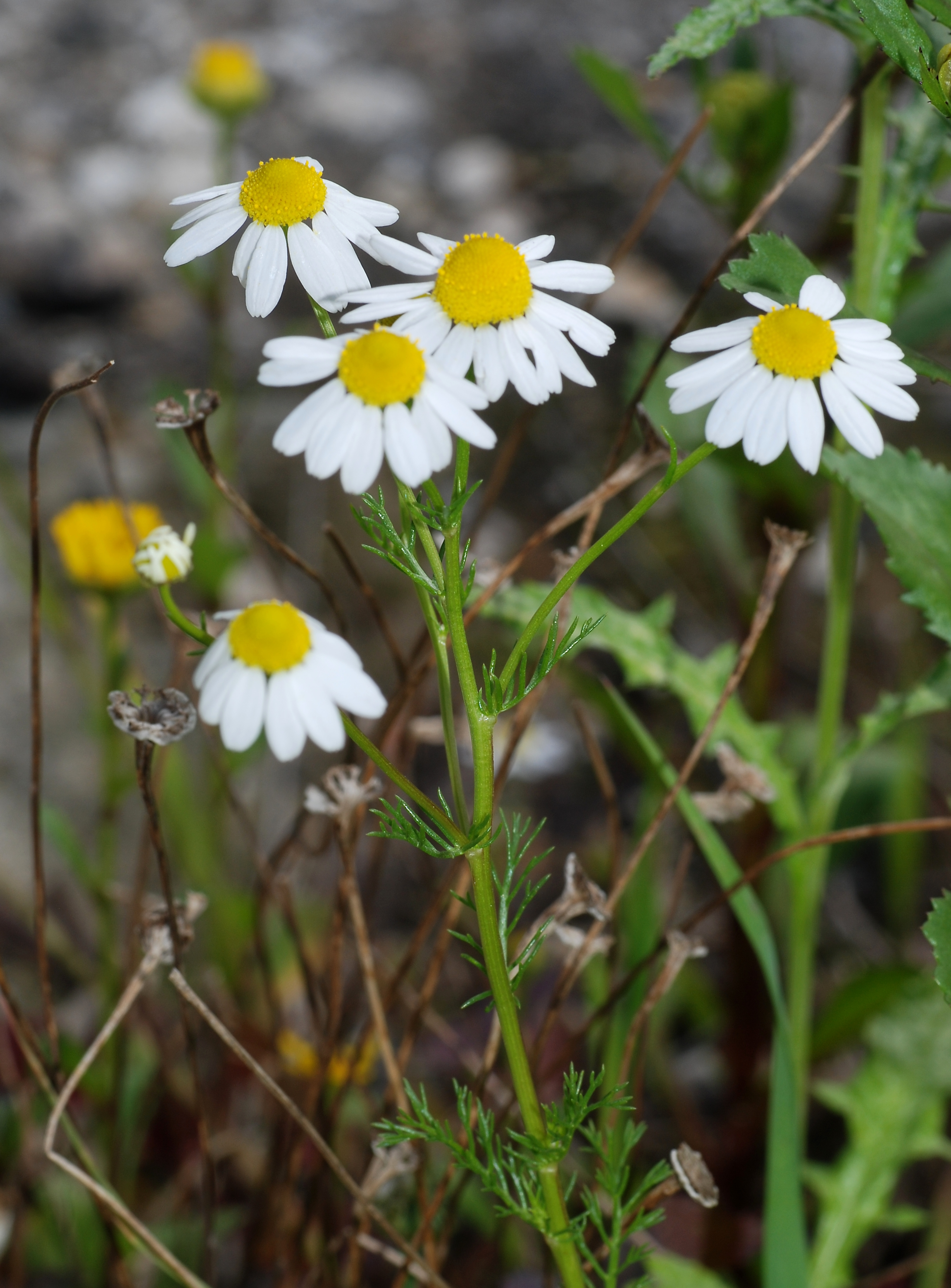
Orvosi székfű

A kopár szikeseken (azok vízborítottságától függően) két fontosabb növénytársulás váltakozik:
- A vízállásos szikes laposokon, szolonyec talajon mézpázsitos szikfokvegetáció (Puccinellietum limosae) alakul ki. Talajszelvényéből a humuszos A szint hiányzik; a sók a felszínen halmozódnak fel. A nagy sótartalmat csak kevés faj bírja ki; jellemzően:
  - közönséges mézpázsit vagy sziki mézpázsit (Puccinellia distans - szin: Puccinellia limosa),
  - mocsári csetkáka (Eleocharis palustris),
  - sziki szittyó (Juncus gerardii),
  - sziki útifű (Plantago maritima),
  - kígyófark (Pholiurus pannonicus),
  - pozsgás zsázsa (Lepidium crassifolium),
  - egérfarkfű (Myosurus minimus),
  - sziki kerep (Lotus tenuis),
  - vékony útifű (Plantago tenuiflora),
  - orvosi székfű (kamilla, Matricaria recutita).
- A szikerecskék völgyeiben, a szélsőségesen sós talajon „vakszik” alakul ki, és ezen csak a bárányparéj él meg.

### Szikes mocsár és környéke
A pusztarész legmélyebb részén terül el a Fecske-rét szikes mocsara. A nyíltvizű mocsártól kifelé haladva az alábbi társulások követik egymást:
- nádas,
- gyékényes,
- sziki nádas,
- sziki kákás,
- hernyópázsitos sziki rét (gyengébb minőségű talajon),
- ecsetpázsitos sziki rét (jobb talajon).

### Sziki tölgyesek
A sziki tölgyesek maradványa a puszta peremén az ohati erdő és az újszentmargitai Tilalmas erdő. Tavasszal a törpe mandula (Prunus tenella), a tavaszi csillagvirág és az odvas keltike (Corydalis cava) díszítik az erdőt. Később nyílik a fátyolos nőszirom (Iris spuria) és a magyar zergevirág (Doronicum hungaricum).

### Árterek
Az ártereken él az idős fák árnyékában a szegfűbogyó (Cucubalus baccifer) és a sövényszulák (Calystegia sepium), a süntök (Echinocystis lobata). A holtágakban fordul elő a védett csomorika (Cicuta virosa), fehér tündérrózsa (Nymphaea alba) és a vízitök (Nuphar). A mocsaras, vizenyős részeken zsombéksás (Carex elata), mocsári gólyahír (Caltha palustris), mocsári nőszirom (Iris pseudacorus), a mélyebb vizekben nád (Phragmites australis), sulyom (Trapa natans), rence, kolokán (Stratoides aloides), tündérfátyol (Nymphoides peltata) él.
Az erdők között megbúvó réteken tavasszal a fekete nadálytő (Symphytum officinale), a sárga nőszirom (Iris pseudacorus), a réti iszalag (Clematis integrifolia) virágai, nyár végén a Tisza-parti margitvirágok (Leucanthemella serotina) virítanak.

## Állatvilága

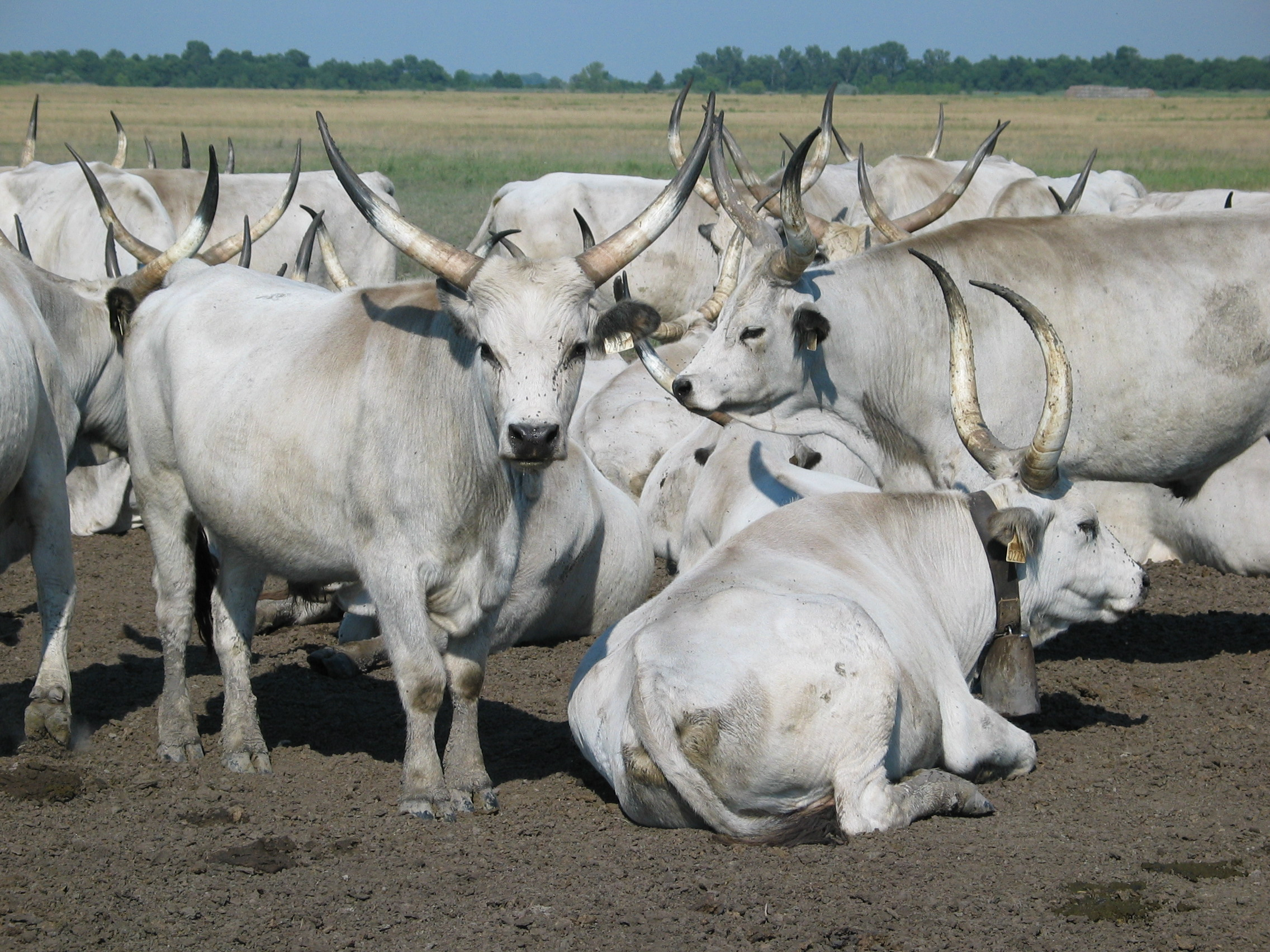
Szürkemarha-gulya

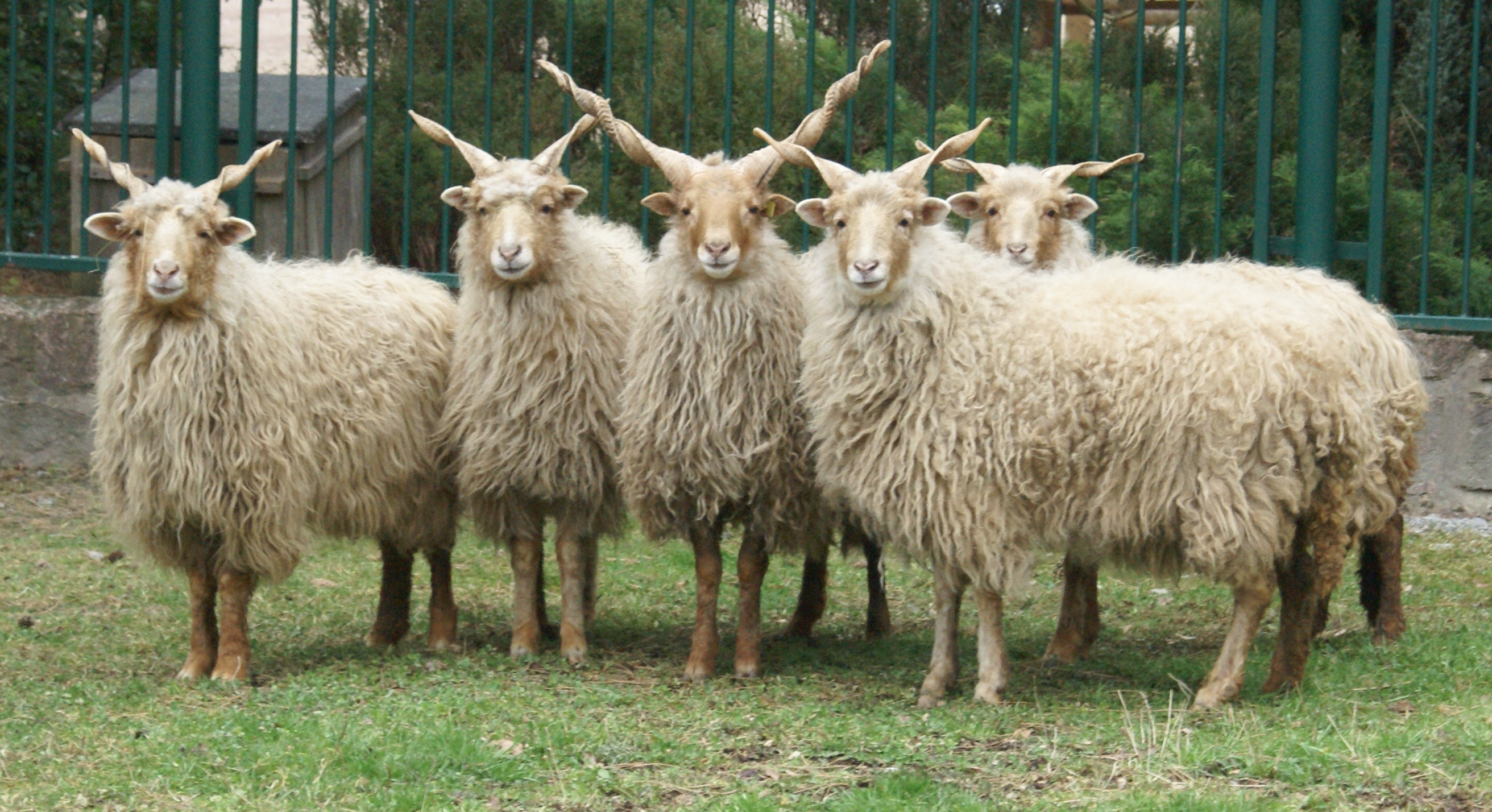
Rackajuhok

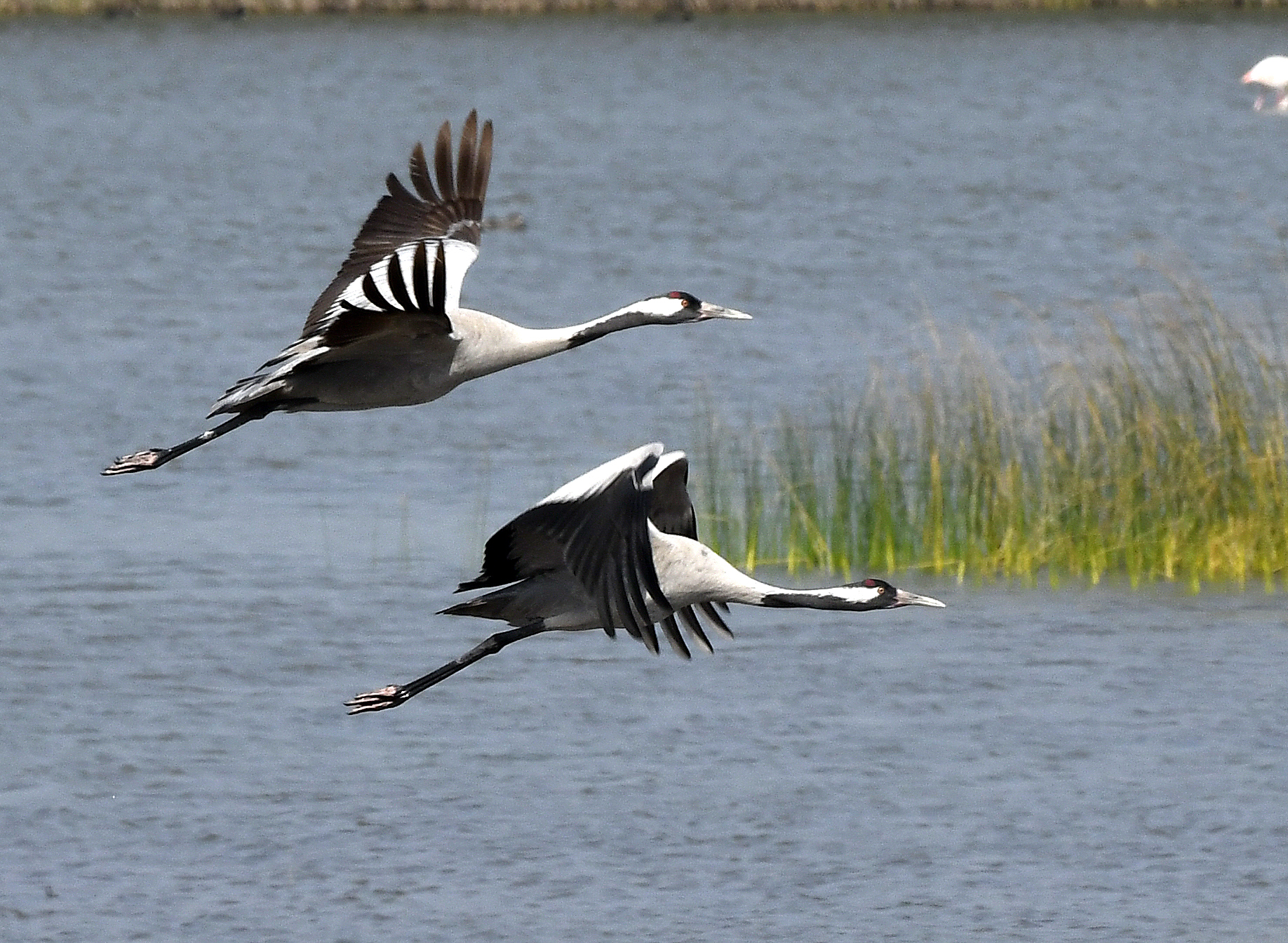
A Hortobágyi Nemzeti Park címermadara a daru

Az ártéri erdők és a puszta belsejében szórványosan található kisebb kerek erdők fajgazdag gémtelepeknek adnak otthont, de ritka ragadozó madaraikról is híresek. A kék vércsék mellett él itt kerecsensólyom és parlagi sas. Itt fészkelt először hazánkban a pusztai ölyv.
A kurgánok halmain élnek az ürge, fürj, menyét, hermelin. Itt él a legnagyobb termetű madarunk, a túzok. Száraz, füves puszták madara a fürj, a fogoly, az ugartyúk, nedves szikfokok fogyatkozó számú madara a székicsér, kopár szikeseken fészkel madárritkaságunk, a szikipacsirta. Rétek féltett madárritkasága a csíkosfejű nádiposzáta.
A mocsarak és a halastavak gazdag vízimadárvilágot tartanak el, több mint 330 madárfaj él itt. Tavasszal és ősszel a költöző madarak tízezrei pihennek meg a környéken, ritka ragadozó madarak kíséretében. Hortobágy az ország legnagyobb „madárszállója”. Ősszel a darvak, vadludak vonulása figyelhető meg.
Nyílt vízfelületei a kárókatonák, barna rétihéja, récék, szárcsák, kormos-, fattyú- és fehérszárnyú szerkők; vörösnyakú és feketenyakú vöcsök számára kedvezőek, a sekélyebb vizű nádasokban bölömbika, nagy kócsag, kanalasgém, az igen ritka batla, nyári lúd és szép számban nádi énekesmadarak költenek. A ligeterdők kincsei voltak régebben a vegyes gémtelepek, ezek mára a nádasokba helyeződtek át. Fészkel itt a fekete gólya, és ragadozó madarak is. A Tisza magas partfalaiban költ a gyurgyalag és a jégmadár.
Az erdőkben a kidőlt fák helyben korhadnak el, ezzel életfeltételeket biztosítva a cincérfajoknak. Előfordul itt az erdei sikló és az erdei fülesbagoly is.

### Haszonállatai
A rideg állattartás jelentősége napjainkra visszaszorult, bár a legfontosabb gazdasági ág napjainkban is az állattenyésztés. Ma már elsősorban génmegőrzés céljából és idegenforgalmi okokból tartják az ősi magyar szürke szarvasmarha-gulyát, a rackanyájat, a mangalicát, a magyar félvér lófajtákat, a parlagi baromfifajtákat (fodros tollú magyar lúd) és a magyar pásztorkutyákat, a pulit, a pumit, a mudit, a kuvaszt és komondort. A kuvasz, a komondor a szállást védte, a nyájat a puli, a pumi, és a mudi.

## Tájvédelmi körzetei

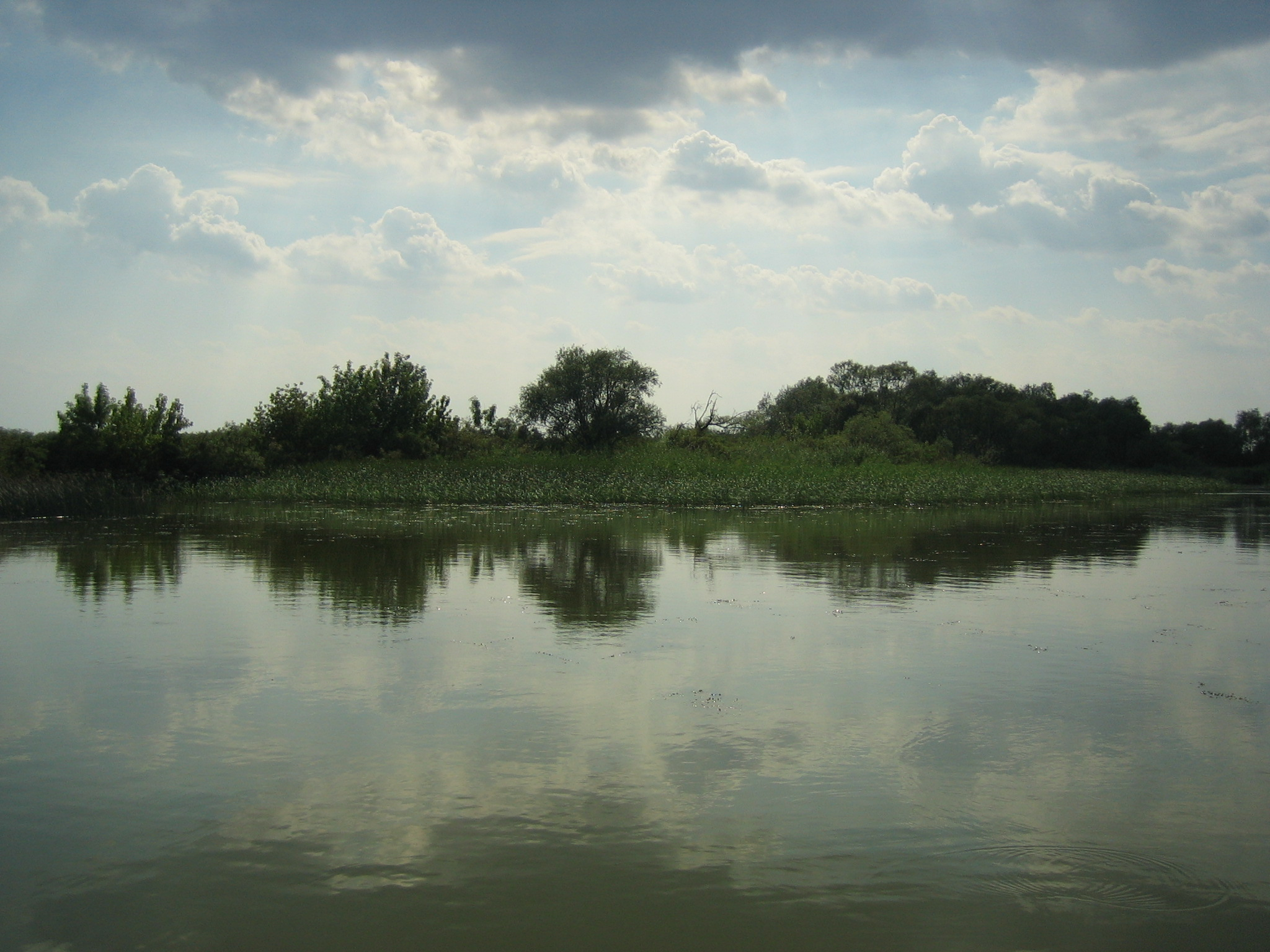
A Tisza-tó

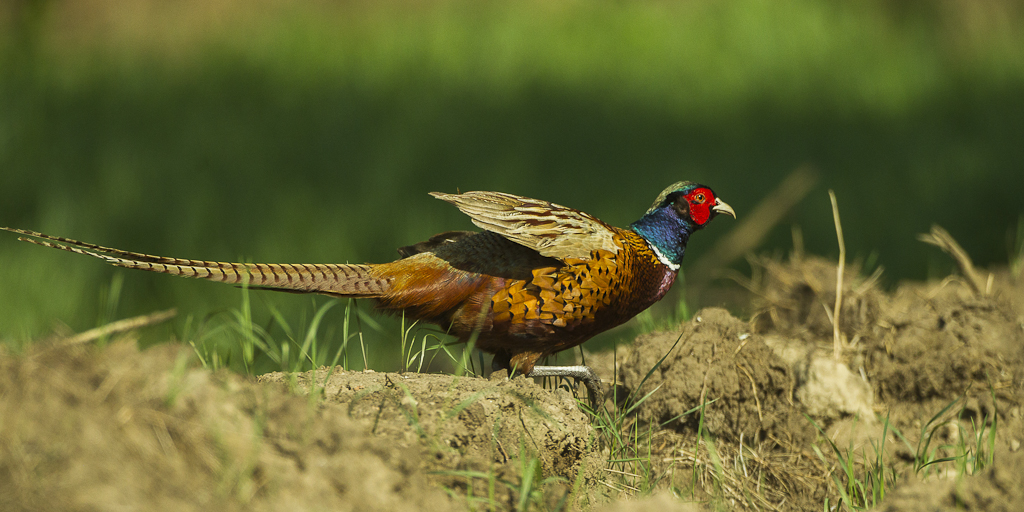
Fácán a Hortobágyon

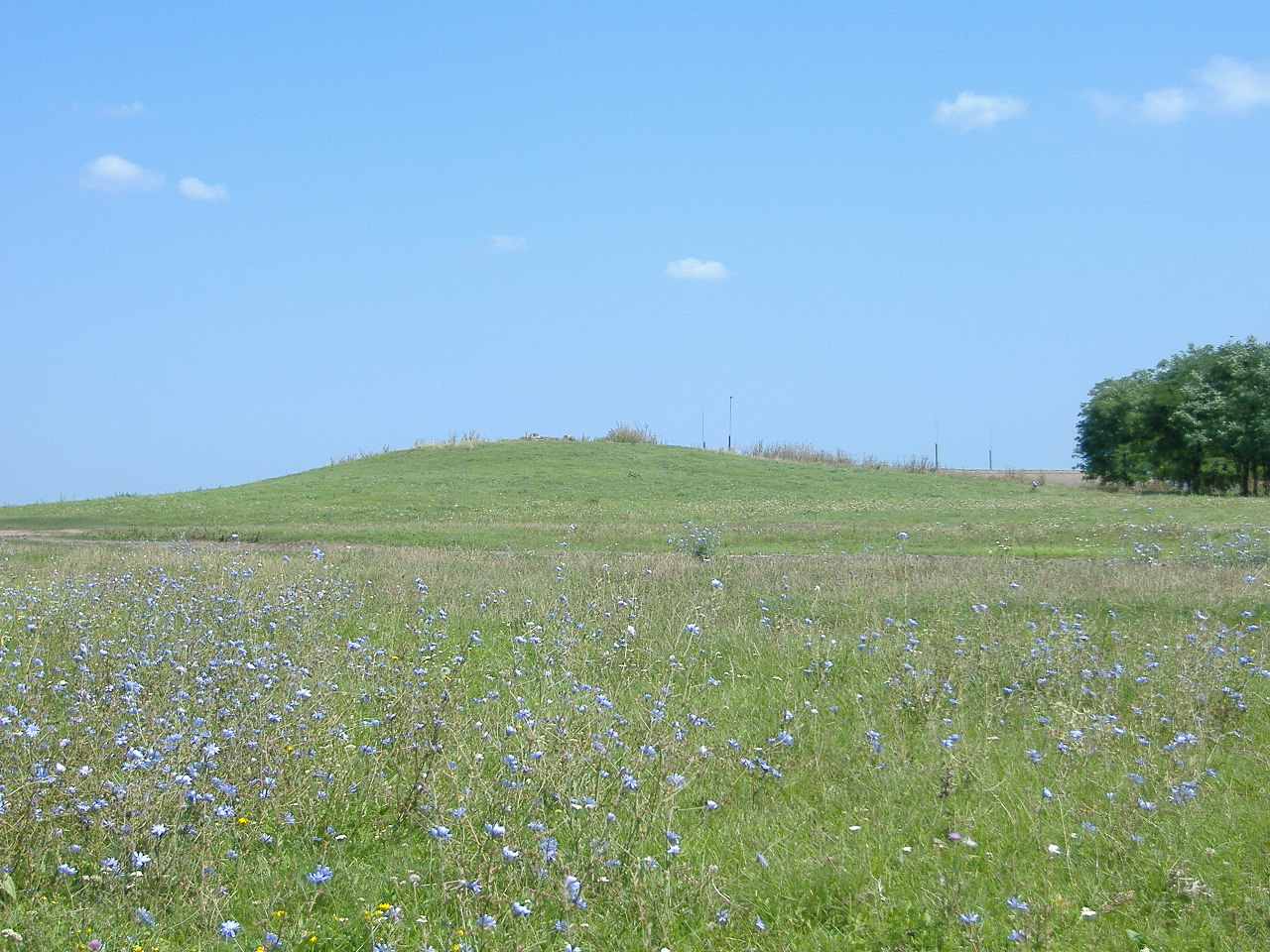
Kunhalom a Hortobágyon, Szálkahalom

### Szatmár-Beregi Tájvédelmi Körzet
A Szatmár-Beregi Tájvédelmi Körzetet 1982-ben hozták létre a Szatmári- és a Beregi-sík területén. A mozaikos szerkezetű tájvédelmi körzet 37 település külterületén helyezkedik el, központja Fehérgyarmaton található, a terület értékeit bemutató állandó kiállítással egy helyen. 22 246 hektáron terül el, ebből 2307 hektár élvez fokozott védelmet. A terület a Tisza, Szamos, Túr környéke értékes élővilágának ad otthont.

### Közép-Tiszai Tájvédelmi Körzet
A Tisza Kisköre és Tiszaug közötti hullámterén 1978-ban létrehozott tájvédelmi körzet 9500 hektáron őrzi a szabályozások után, mintegy száz év alatt kialakult másodlagos tájat. Ezen belül a pélyi madárrezervátum, az Óballai- és a Vezsenyi Természetvédelmi Terület, majd a Tiszakécskei Partifecske Telep fokozottan védett.

### Hajdúsági Tájvédelmi Körzet
A buckás-dombos, erdős Hajdúsági Tájvédelmi Körzetet 1988-ban 7000 ha-os kiterjedésű, 22 elkülönült területen hozták létre. A felszínét az utolsó jégkorszak északias szelei alakították ki a 18–20 m-es magasságot is elérő jellegzetes formájú, ún. parabolabuckákkal, melyek között ÉK-DNy-i irányú mélyedések, völgyek húzódnak. E nedves, tocsogós, “nyírvízlaposok” a későbbi hűvös-nedves időszakban alakulhattak ki, s napjaink vízrendezéséig menedéket nyújtottak e hajdani kor élővilágának a szárazabb, a melegebb periódusokban is.

### Bihari-sík Tájvédelmi Körzet
A tájvédelmi körzet négy tájegységre terjed ki, részei a Hajdúság alatt, az országhatáron átnyúló Érmellék vidéke, attól délre a Bihari-sík, a Berettyó északi, hullámos tája, és nyugatabbra, a valaha volt Nagy-Sárrét északi része. A Bihari-sík védett területeinek egy része a Hortobágyot idézi: sík, az év nagy részében száraz, szikes vidék, mozaikos növényzettel.

## Természetvédelmi területek
Baktalórántházi Erdő Természetvédelmi Terület
Az erdő Baktalórántházától nyugatra terül el, észak-déli irányban, az összefüggő erdő több, mint 1300 hektáros kiterjedésű, amelynek csak egy része védett.
Bátorligeti Természetvédelmi Terület
Bátorliget térségében jelenleg 3 országos jelentőségű természetvédelmi terület és számos, szintén védettnek minősülő lápterület található.

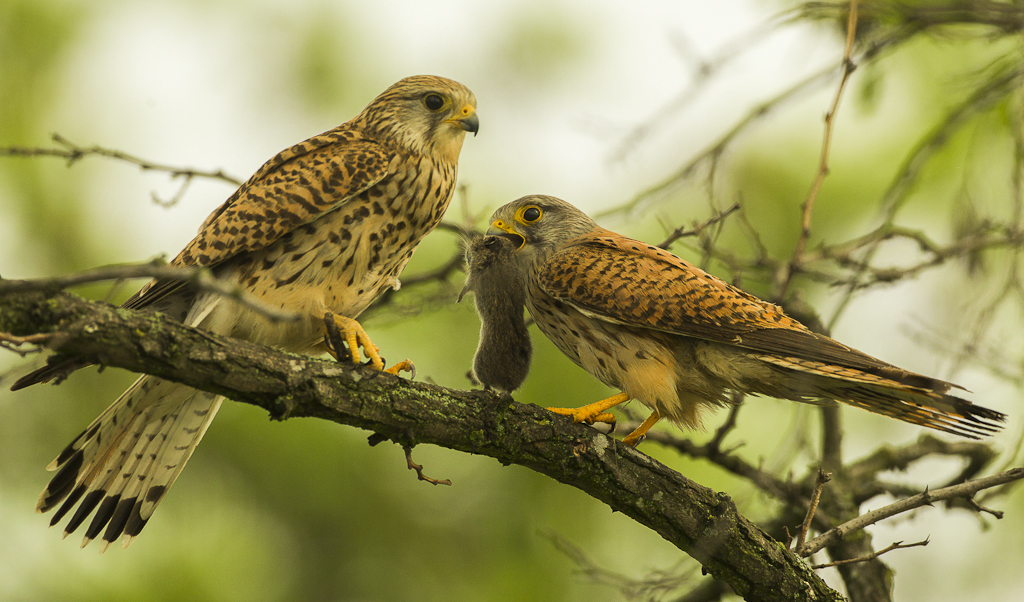
Vörös vércse (Falco tinnunculus)

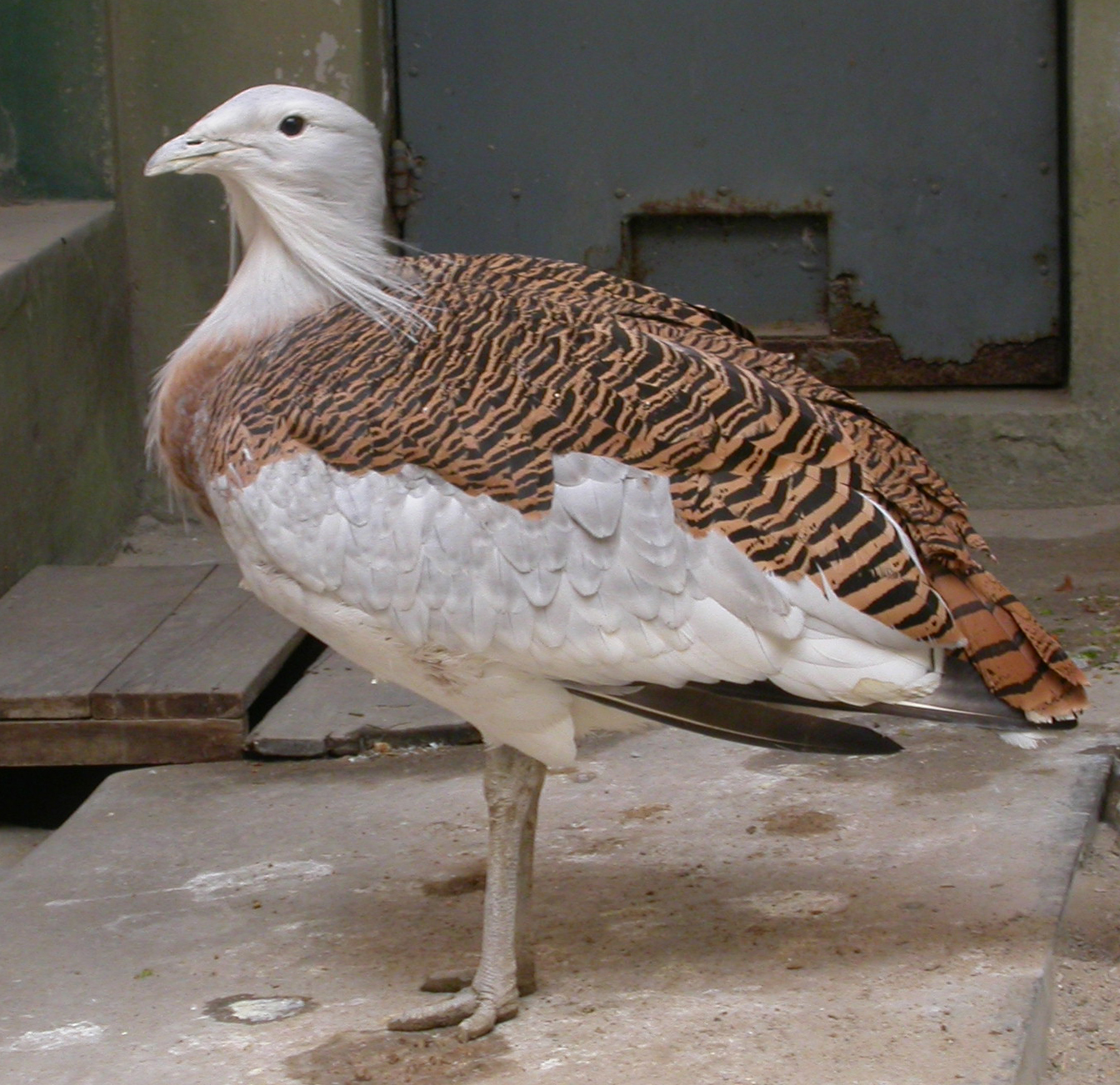
Túzok

Bihari-legelő Természetvédelmi Terület
1986 óta országos jelentőségű Természetvédelmi Terület.
A legelő területének nagy része szikes, mocsaras és löszös foltokkal tarkított. A területen számos feltöltődött holtág maradvány van.
Cégénydányádi Kastélypark Természetvédelmi Terület
A parképítők jóvoltából ideültetett tekintélyes méretű tulipánfa, platán, páfrányfenyő, liliomfa, hamisciprus, tiszafa lombja alatt téltemető, ciklámen virít.
Debreceni Nagyerdő Természetvédelmi Terület
Hazánk első természetvédelmi területe. Gyöngyvirágos tölgyes foltjainak aljnövényzetében előfordul az odvas keltike, a magyar nőszirom, a ligeti csillagvirág és a debreceni csormolya is.
Egyek-pusztakócsi-mocsarak Természetvédelmi Terület: a valaha közel tízezer hektáros mocsárvilág maradványai tanösvénnyel.
Fényi-erdő Természetvédelmi Terület
Az erdő változatos vegetációja tölgy-kőris-szil ligeterdő, gyöngyvirágos tölgyes, nyírláp, pusztai homoki tölgyes és beékelődő homoki gyep-részletekből tevődik össze.
Hajdúbagosi földikutya-rezervátum természetvédelmi terület
A rezervátum az innen északra és nyugatra már ismeretlen, kipusztulástól veszélyeztetett földikutya legjelentősebb fennmaradt élőhelyét foglalja magába.
Hencidai Csere-erdő Természetvédelmi Terület
A napjainkra megfogyatkozott sziki tölgyesek egyik szép képviselője. Tavaszi virágözönében megtaláljuk a magyar zergevirágot, az agárkosbort és a gumós kőtörőfüvet.
Kállósemjéni Mohos-tó Természetvédelmi Terület
A homokdombok határolta tó fűzláp- és nádasállományok nyílt vízfelülettel megtört váltakozása. Az elmúlt aszályos évtizedek nyomán kiszáradt tó rekonstrukcióra szorul.
Kaszonyi-hegy Természetvédelmi Terület
A túlnyomórészt riolitból felépült szigetvulkán hazánkba eső déli fele Barabás község határában található. Területének sokszínű értékei közül kiemelkedők ezüsthársas-dárdáskaréjú tölgyes foltjai.
Kecskeri puszta Természetvédelmi Terület
A védett terület egy szikes gyepekkel övezett tórendszert foglal magába, nyugati oldalán mocsarakkal, amelyek gazdag madárvilággal rendelkeznek.
Tiszadobi-ártér Természetvédelmi Terület
Változatos, üde, többnyire idős ártéri erdőfoltok, morotvák szövevénye. Jelentős értéket képvisel gémtelepe.
Tiszadorogmai Göbe-erdő Természetvédelmi Terület

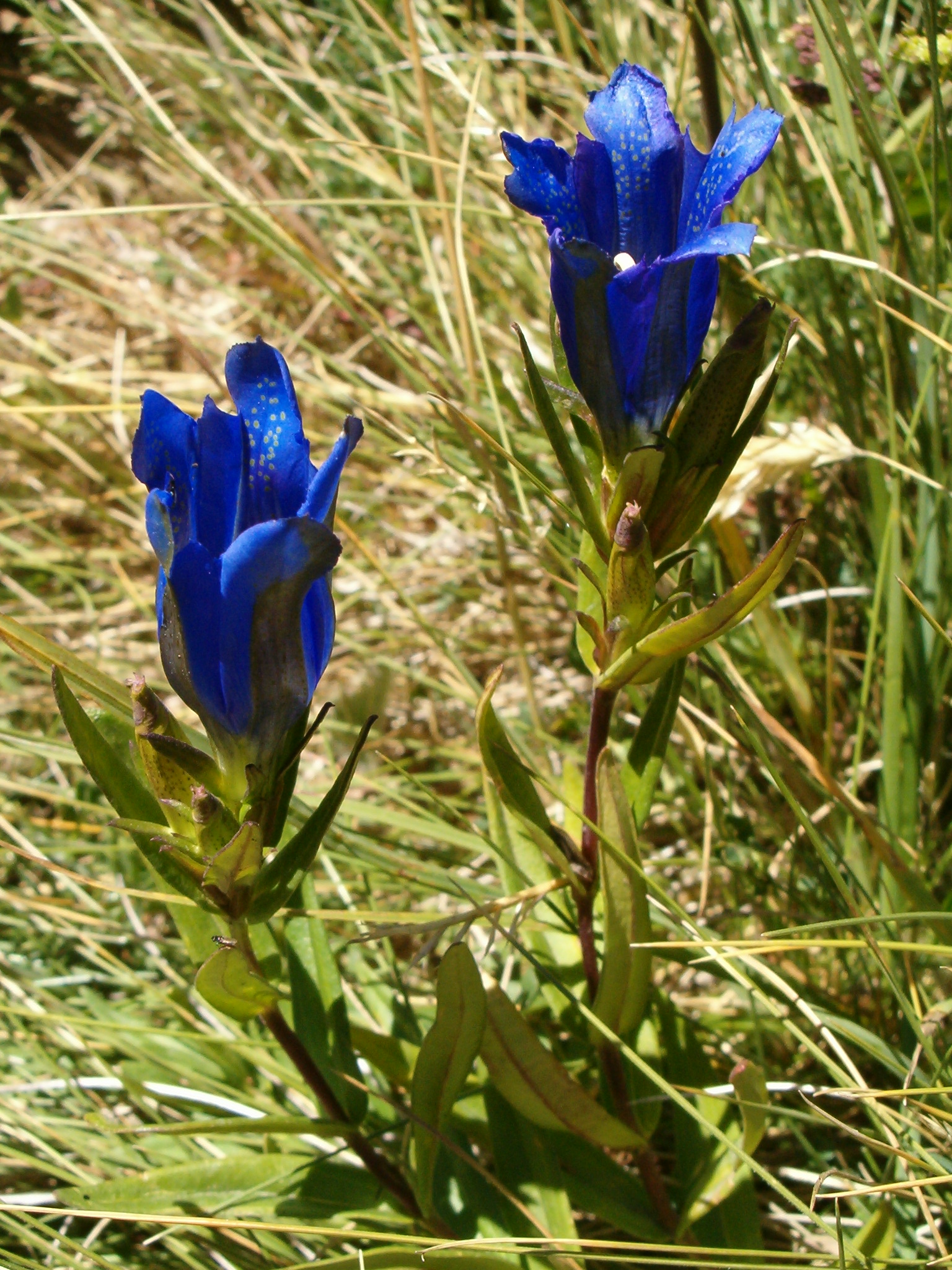
Kornistárnics

A hajdan kiterjedtebb ártéri erdeink megmaradt szép darabja. Az élőhelynek megfelelő madárvilága mellett flórájából sok egyéb között említést érdemel a Tisza-parti margitvirág, a debreceni torma és a kornistárnics.
Tiszaigari Arborétum Természetvédelmi Terület 
Gazdag élőfagyűjtemény, melynek temérdek látnivalója mellett legszemrevalóbb részlete nagy mocsárciprus állománya.
Tiszatelek-Tiszaberceli Ártér Természetvédelmi Terület 
Puha- és keményfaligetek, holtmedrek és rétek mozaikja, amely elsősorban nagy fülemüle állományáról nevezetes.
Tiszavasvári Fehér-szik Természetvédelmi Terület
Az Alföld szikestó-láncolatának legészakibb tagja. Értékét madárvilága adja, de annak jelenléte a mindenkori csapadék- és talajvízviszonyoktól függ.
Vajai-tó Természetvédelmi Terület
Értékeit alapvetően az úszóláp és a rajta előforduló növényritkaságok adják, mint például a tarajos pajzsika, melynek legnagyobb hazai állománya itt él, a hagymaburok, valamint kúszó csalán és a szálkás pajzsika.
Zádor-híd és Környéke Természetvédelmi Terület
A Hortobágy térségének két leghíresebb kőhídja közül az idősebb. Eredetileg kilenclyukú volt ez is, de az 1830-as nagy árvíz két-két szélső pillérét elsodorta, azóta ötlyukú. Régóta szárazon áll.